# Johannes Döparens katolska församling
Johannes Döparens katolska församling är en romersk-katolsk församling i Landskrona. Församlingen tillhör Stockholms katolska stift.
Församlingen har utvecklats från att på 1940-talet varit en kapellförsamling till S:t Clemens i Helsingborg till en växande självständig enhet.
År 1971 bildades Johannes Döparens katolska församling med området Kristianstad, Hässleholm, Olofström och Landskrona. År 1980 delades denna församling i Johannes Döparens katolska församling i Landskrona och Sankt Andreas katolska församling i Hässleholm.
Johannes Döparens katolska kyrka byggdes av Metodistförsamlingen 1905. År 1994 lade de ner sin verksamhet i staden. Den då 90 år gamla kyrkobyggnaden genomgick efter inköp och övertagande en större ombyggnad och renovering. Det blev åter en Johannes Döparens kyrka i Landskrona den 10 mars 1995. Invigningen förrättades av dåvarande biskopen Hubertus Brandenburg.